# Dorcadion alakoliense
Dorcadion alakoliense är en skalbaggsart som beskrevs av Aleksandr Sergeievich Danilevsky 1988. Dorcadion alakoliense ingår i släktet Dorcadion och familjen långhorningar.
Artens utbredningsområde är Kazakstan. Inga underarter finns listade i Catalogue of Life.